# Santa Maria de la Garriga
Santa Maria de la Garriga és l'antiga església conventual del priorat i granja benedictins de la Garriga, actualment conegut com a Mas de la Garriga, en el terme comunal de Ribesaltes, a la comarca del Rosselló (Catalunya Nord).
Està situada, a la zona est del terme comunal de Ribesaltes, a ran de la carretera general D - 900, just al costat sud-oest de l'indret on la carretera departamental D - 12 travessa la carretera general.

## Història
Pertanyia a un priorat benedictí fundat al segle xii a partir d'una donació feta el 1164 per Ermengol II de Vernet, Guillem de Pià i els senyors de Peracalç a l'abadia de Vilallonga de Carcassès. Un segon esment, del 1201, i un tercer, del 1211, encara la vinculen amb el monestir de Santa Maria de Gondon o Cadon (Santa Maria de Vilallonga, del territori de Carcassona), però l'infant Jaume, futur Jaume II de Mallorca, li dona drets d'agrer i de pasturatge. Des del segle xiii pertanyia a aquest priorat la granja i església de Sant Sebastià de Mudagons, del terme de Torrelles de la Salanca. El 1393, el prior de la comunitat, Jaume Pallarès, augmentava els privilegis de la granja-monestir afegint el delme de la pesca de Garrius, a l'Estany de Salses, i encara el 1396 Joan I el Caçador li concedia l'usdefruit d'alguns boscs veïns.
El 1593 s'havia quedat sense comunitat, i fou unit a Sant Martí de Canigó, monestir que es mantingué la titularitat fins a la fi de l'Antic Règim. A ran de la seva secularització, el territori de l'antiga granja-monestir fou disputat entre les comunes de Ribesaltes i de Salses, però acabà essent atribuït a Ribesaltes.

## L'edifici
L'església que ha arribat als nostres dies ha sofert canvis i modificacions que n'han alterat l'estructura fins al punt que encara és difícil de reconèixer amb exactitud totes les seves característiques. Inicialment era una església d'una sola nau, capçada per un transsepte en el qual s'obrien tres absis semicirculars. L'absidiola nord ha desaparegut pràcticament del tot: només en queden les arrencades de l'arc triomfal i de la mateixa absidiola. La nau principal també ha quedat molt afectada; coberta inicialment amb volta de canó llis de mig punt que arrencava d'una cornisa motllurada a bisell, només en roman intacte la meitat oriental: l'altra meitat és coberta per una teulada moderna.
L'arc presbiteral de l'absis principal, de mig punt, ofereix un petit espai de cor entre l'absis i la nau. Formen l'arc algunes pedres de marbre de Baixàs. Aquesta part correspon a una obra del segle xiii. També són de marbre de Baixàs les cantoneres de l'edifici i la gran finestra central de l'absis principal, obra ja de factura gòtic.
La porta principal sembla que era a la façana meridional, però a la meitat destruïda (l'occidental). La porta actual és apuntada, i presenta una arcada motllurada, possiblement procedent d'un arcosoli.
L'església s'utilitza com a magatzem, llevant de l'absidiola sud, en la qual es va practicar un habitatge. Això deforma el conjunt, i en fa molt difícil l'estudi aprofundit.